# Assaut

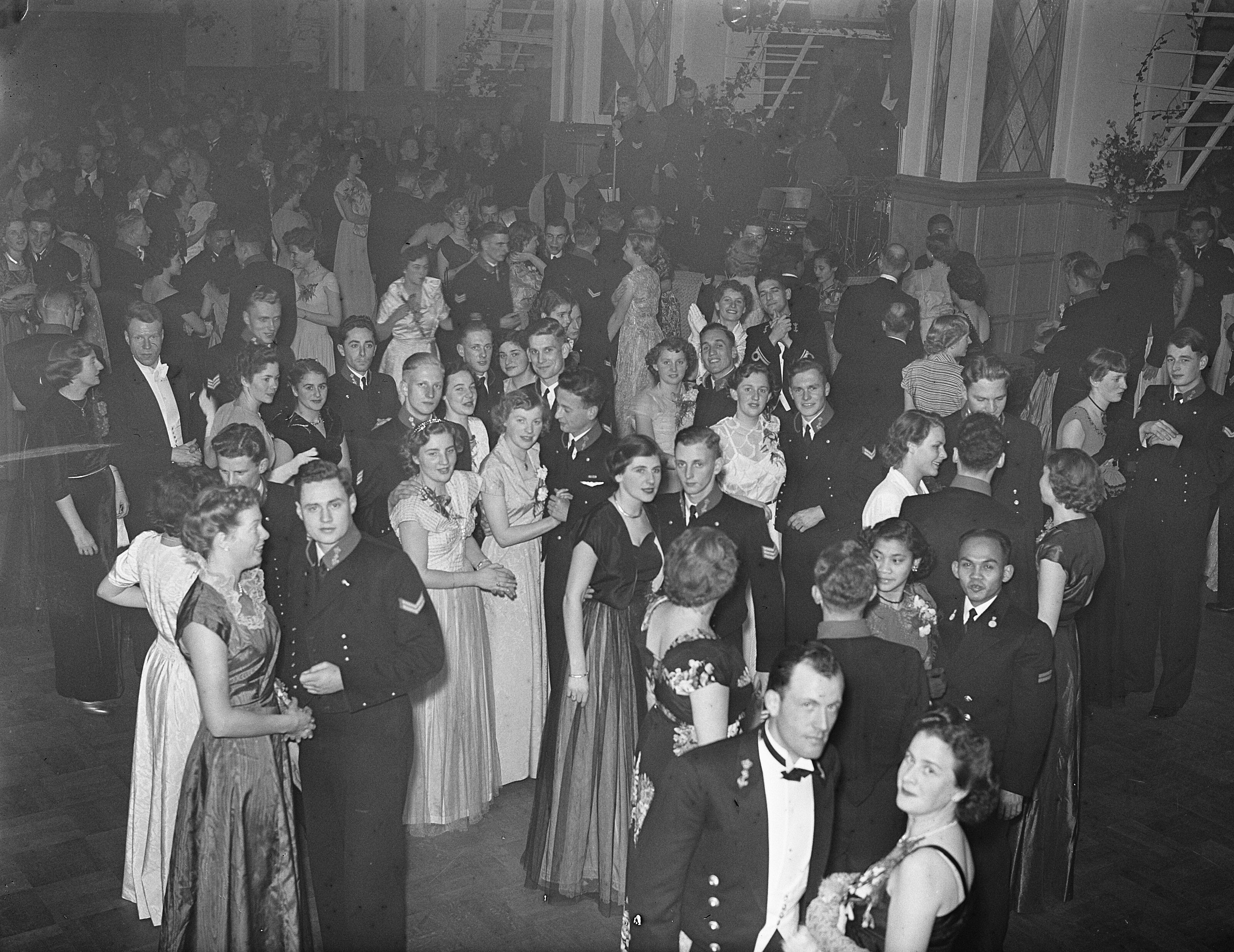
De Assautfeesten van 1950

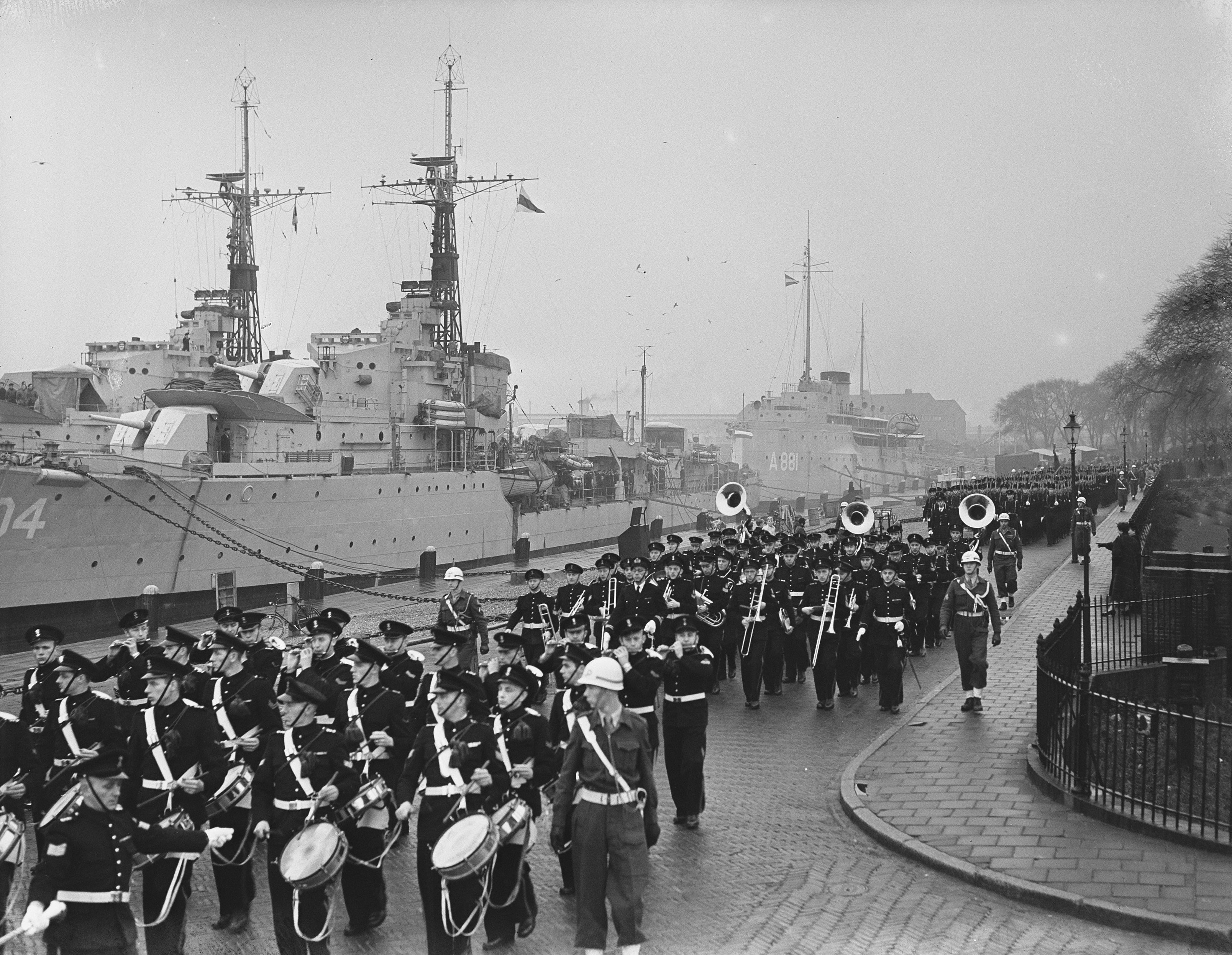
De mars van het Assaut in 1953

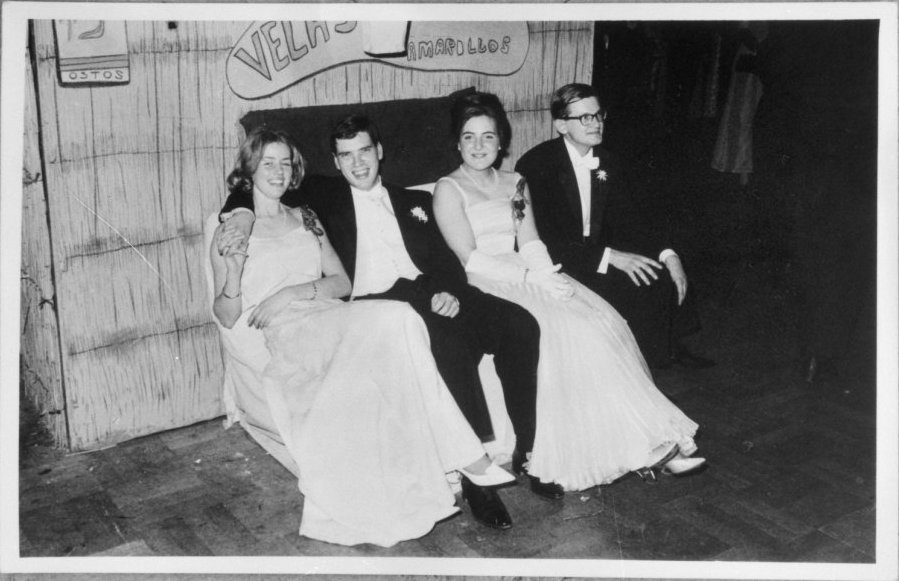
Prinses Margriet en Pieter van Vollenhoven op het Assaut van 1965

Een Assaut is een stormaanval of schermwedstrijd. In Den Helder in Nederland is het een driedaags gala voor de officieren in opleiding (adelborsten) van het Koninklijk Instituut voor de Marine (KIM). Het eerste assaut werd daar gehouden in 1871. Toentertijd was het niet meer dan een demonstratie annex wedstrijd schermen van de adelborsten schermvereniging Olympia. Dit viel jaarlijks rond 19 februari, de verjaardag van koning Willem III der Nederlanden. Officieren en familieleden uit Den Helder woonden de wedstrijd bij.
De jaren die daarop volgden werd het Assaut steeds groter met als afsluiting een bal.

## Na de Tweede Wereldoorlog
Na de oorlog werd het eerste Assaut in december 1946 gehouden. Toen is ook een mars op de zaterdagochtend ingevoerd. Deze mars liep door Den Helder. De burgers konden zo zien dat, ondanks het feest dat tot in de late uurtjes doorging, de adelborsten in staat waren om fysieke prestaties te kunnen leveren. Later werd de mars verplaatst naar de vrijdag om de feeën (vrouwelijke gasten) en trollen (mannelijke gasten) van de trein te halen en naar het KIM te begeleiden.

## De huidige Assautfeesten
Tegenwoordig heeft het Assaut meerdere doelen. De opbouw, die negen dagen duurt en 24 uur per dag doorgaat, is een integraal onderdeel van de opleiding tot officier. De toekomstige marineofficieren werken in 2 ploegen 24 uur per dag aan hun project. Ouderejaars adelborsten hebben hierbij over het algemeen de leiding, terwijl de jongstejaars meer de uitvoerende taken hebben. Hierdoor leren de adelborsten leiding geven en omgaan met sturing. Ook vergt de opbouw doorzettingsvermogen, creativiteit en verantwoordelijkheid.
Na negen dagen van opbouw, begint op donderdagavond het voorassaut, waarbij familieleden een kijkje mogen komen nemen hoe de adelborsten het KIM hebben omgetoverd in een mooi thema. Vrijdagmiddag begint om 14:00 uur de mars, om te laten zien dat de binding met de bewoners van Den Helder nog altijd sterk is. Op vrijdagavond vindt het Grootassaut plaats en tot slot op zaterdag het korpsassaut.
Het kinderassaut dat op de zondagmiddag werd gegeven is hedendaags verdwenen. De achterliggende gedachte van dat Assaut was dat, omdat de adelborsten altijd welkom waren bij de burgers van Den Helder, de kinderen van de burgers op deze zondag een feestje hadden.
Ook studenten van de Koninklijke Militaire Academie in Breda organiseren sinds 1910 jaarlijks een Assaut.